# Graphogaster nuda
Graphogaster nuda là một loài ruồi trong họ Tachinidae.